# Liste des maires de La Rochelle
Pour des articles plus généraux, voir La Rochelle et Histoire de La Rochelle.
Dotée d'une charte par Guillaume X, duc d'aquitaine, vers 1130, charte confirmé par Aliénor d'Aquitaine en 1199, l'administration de la ville de La Rochelle était composée de 24 échevins et de 75 pairs. Ce corps de ville élisait chaque année trois candidats parmi lesquels le suzerain choisissait le maire, nommé pour un an. Cette tradition perdura jusqu'à la victoire de Louis XIII sur la ville lors du Siège de La Rochelle de 1628, avec une exception sous le règne de François Ier qui modifia les statuts de la ville pour instaurer une mairie perpétuelle.
Le corps de ville fut rétabli en 1694, sous la forme d'une office de Mairie. Il faudra attendre 1718 et le Roi Louis XV pour voir rétablie l’élection du Maire. Les modalités de désignation du maire sont modifiées pour s'uniformiser au niveau national à la suite du décret de l'assemblée nationale.

## Liste des maires

### Maires auXIIIesiècle
| Maire                     | Mandat | Mandat | Commentaires |
| Maire                     | Début  | Fin    | Commentaires |
| ------------------------- | ------ | ------ | --- |
| Guillaume de Montmirail   | 1199   | -      | Guillaume, seigneur de Montmirail, élu maire de La Rochelle en 1199, ce qui en fait l'un des premiers maires de l'Histoire de France. |
| Gilbert Vender            | 1200   | -      | |
| Pierre Greslier           | 1201   | -      | |
| Pierre de Loupsault       | 1202   | -      | |
| Georges Bernard           | 1203   | -      | |
| Richard de Montfort       | 1204   | -      | |
| Pierre Aymery             | 1205   | -      | |
| Guillaume de Montmirail   | 1206   | -      | |
| Pierre de Loupsaut        | 1207   | -      | |
| Philippe de Glicestre     | 1208   | -      | |
| Thomas de Norford         | 1209   | -      | |
| Philippe de Glocestre     | 1210   | -      | |
| Georges d'Aligue          | 1211   | -      | |
| Guillaume Bernard         | 1212   | -      | |
| Hélie de Beaumaner        | 1213   | -      | |
| Berthoumé Coustet         | 1214   | -      | |
| Jehan Greslierr           | 1215   | -      | |
| Claude de Courselles      | 1216   | -      | |
| Raymond de Loupsault      | 1217   | -      | |
| Jean Vivien               | 1218   | -      | |
| Philippe de Beaumaner     | 1219   | -      | |
| Jean Lebrun               | 1220   | -      | |
| Gilbert Vender            | 1221   | -      | |
| Girault de la Chambre     | 1222   | -      | |
| Thomas Caustet            | 1223   | -      | |
| Richard de Lomaria        | 1224   | -      | |
| Guillaume de Mausé        | 1225   | -      | |
| René de Montfort          | 1226   | -      | |
| Girault Arbert            | 1227   | -      | |
| Gilbert Vander            | 1228   | -      | |
| Guillaume Arbert          | 1229   | -      | |
| Jean Greslier             | 1230   | -      | |
| Pierre de Rofflac         | 1231   | -      | |
| Thibaut Marchant          | 1232   | -      | |
|                           | 1233   | -      | |
| Pierre Greslier (greller) | 1234   | -      | |
| Pierre Des Brandes        | 1235   | -      | |
| Pierre Greslier           | 1236   | -      | |
| Robert de La Loue (LaLeu) | 1237   | -      | |
| Guillaume Bataille        | 1238   | -      | |
| Pierre Greslier           | 1239   | -      | |
| Nicholes de Gloecestre    | 1240   | -      | |
| Clément de Feissac        | 1241   | -      | |
| Philippe de Faye          | 1242   | -      | |
| Léonard de Fessac         | 1243   | -      | |
| Nicolas de Glocestre      | 1244   | -      | |
| Elie de Vaucouvert        | 1245   | -      | |
| Raymond de Loupsaut       | 1246   | -      | |
| Girard de Vander          | 1247   | -      | |
| Guillaume de Faye         | 1248   | -      | |
| Savary de Cazouret        | 1249   | -      | |
| Nicolas de Glocestre      | 1250   | -      | |
| Raymond de Loupsaut       | 1251   | -      | |
| Nicholes de Gloecestre    | 1252   | -      | |
| Pierre Foucher            | 1253   | -      | |
| Elie de Ronflac           | 1254   | -      | |
| Philippe Foucher          | 1255   | -      | |
| Girard Vander             | 1256   | -      | |
| Nicholes de Gloecestre    | 1257   | -      | |
| Pasquaut de Matha         | 1258   | -      | |
| Nicolas de Glocestre      | 1259   | -      | |
| Elie de Ronflac           | 1260   | -      | |
| Léonard de Feissac        | 1261   | -      | |
| Gilbert Vander            | 1262   | -      | |
| B. Coustet                | 1263   | -      | |
| Guillaume Gombert         | 1264   | -      | |
| G. Vander                 | 1265   | -      | |
| Helyes de ronflac         | 1266   | -      | |
| G. Vander                 | 1267   | -      | |
| Poynz de Pont             | 1268   | -      | |
| Mathieu Chaudrier,        | 1269   | -      | Avocat et ancêtre de la famille Chaudrier. (Suivant Brumeau)                                                                          |
| Guillaume Ouvrard         | 1270   | -      | |
| Pierre Aymery             | 1271   | -      | |
| Jean Aymery               | 1272   | -      | |
| Gilbert Vander            | 1273   | -      | |
| Guillaume d'Aigre         | 1274   | -      | |
| Philippe de Glocestre     | 1275   | -      | |
| Berthomé Coustet          | 1276   | -      | |
| Thomas de Luyne           | 1277   | -      | |
| Girault de Pideoil        | 1278   | -      | |
| Savary Bataille           | 1279   | -      | |
| Girard de la Gravelle     | 1280   | -      | |
| Emery du Pois             | 1281   | -      | |
| Laurent de Matha          | 1282   | -      | |
| Pierre de Ronflac         | 1283   | -      | |
| Charles de Ronflac        | 1284   | -      | |
| Pierre de Baillac         | 1285   | -      | |
| Thomas de Lesgne          | 1286   | -      | |
| Raymond de la Mothe       | 1287   | -      | |
| Hugues Vigier             | 1288   | -      | |
| Girard de la Gravelle     | 1289   | -      | |
| Pierre de Mauléon         | 1290   | -      | |
| Aymery du Pois            | 1291   | -      | |
| Guillaume Ouvrart         | 1292   | -      | |
| Joubon de Perche          | 1293   | -      | |
| Thomas de Lesgne          | 1294   | -      | |
| Guillaume Aeuvrart        | 1295   | -      | |
| Imbert de Perche          | 1296   | -      | |
| Thomas de Lesgne          | 1297   | -      | |
| Raymond de la Mothe       | 1298   | -      | |
| Ymbert du Perche          | 1298   | -      | |
| Aymery du Pois            | 1299   | -      | |
| Jehan Sudre               | 1300   | -      | |

### Maires duXIVesiècleà laRévolution française
| Jean Chaudrier | 1359 1362 1366 1370      | -        | Il est célèbre pour avoir, en 1372, libéré la ville de l'occupation anglaise pendant la Guerre de Cent Ans en usant d'une ruse pacifique. |
| Louis Buffet (ou Loys Busset) | 1360                     | -        | Il met le commissaire du roi d’Angleterre en possession de La Rochelle, le 6 décembre 1360. |
| Pierre Boudré | 1372                     | -        | |
| Jean Girard | 1375 1379 1384 1394      |          | Seigneur de Bazoges, également capitaine et gouverneur de la ville sur ordre de Charles V. Père de Regnault Girard. |
| Pierre de Condac | 1389                     | 1390     | Ses armoiries apparaissaient sur la façade de la Tour de la Chaine |
| Robert de Vair | 1397                     | -        | |
| Jehan Bernon | 1398                     | -        | Seigneur de Boisseaux |
| Regnault Girard | 1407 1413                | -        | Fils de Jean Girard. Seigneur de Bazoges, plus tard ambassadeur et maître d'hôtel de Charles VII, grand maître d'hôtel de la dauphine et bailli d'Aunis. Capturé par les Anglais pendant son second mandat, il est remplacé par Jean Doriole. |
| Jean Doriole | 1409 1415 1421 1430      | -        | Père de Pierre Doriole. |
| Jean II Girard | 1433 1447                |          | Fils de Jean Girard et frère de Regnault. Seigneur du Givrans. |
| Jehan Mérichon | 1419 1426                | -        | Père de Jehan Mérichon |
| Laurent Desnorps | 1439                     | -        | Charles VII prorogea le maire jusqu'au 1er octobre 1440. |
| Nicolas Pignonneau | 1440                     | -        | |
| Jehan Mérichon | 1443 1457 1460 1463 1468 | -        | Bailli d'Aunis, député aux États généraux, gouverneur de La Rochelle et chambellan de Louis XI qui le nommait son "bon bourgeois". Il accélère les travaux de reconstruction de la Tour de la Lanterne. |
| Pierre Bragier | 1445 1469                | -        | Beau-frère de Jean Mérichon. Il lança les travaux de chemisage de l'ancienne tour de la Lanterne. |
| Jean Bureau | 1448                     |          | Né à Semoine vers 1390 et mort à Paris le 5 juillet 1463, Trésorier de France, Maire de La Rochelle (1448), Grand Maître de l'artillerie royale, Prévôt des marchands de Paris (1450-1452) |
| Pierre Doriole | 1451 1456                | -        | Chancelier de France sous Louis XI. |
| Joachim Girard | 1453                     |          | Fils de Regnault Girard. Seigneur de Bazoges, Mairé, etc., maître d'hôtel de Louis XI et bailli d'Aunis. |
| Jacques Audouher | 1454                     | -        | |
| Pierre de Taillac | 1462                     | -        | Il fut nommé par Louis XI par lettre de provision. Il fut destitué le 7 août par le Roi sur les remontrances du corps de ville. |
| Gaubert Cadiot | 1462 1472                | -        | Il accueille, le 24 mai 1472, le Roi Louis XI. Il mourut avant la fin de la mandature. Il fut remplacé par son co-élu, Foulques Roulin, qui termine la mandature. |
| Guillaume de Combes | 1469                     | -        | Prête serment de fidélité au duc de Guyenne, le 24 mai 1469, à la suite de la donation (contraire aux statuts de la ville) de la ville par louis IX à son frère. |
| Jehan Langlois | 1470                     | -        | |
| Jehan Langlois | 1471                     | -        | Seigneur d'Angliers |
| Étienne Mercier | 1474                     | -        | Seigneur du Treuil-aux-Filles, né à la Rochelle en 1423. |
| Séguin Gentilz | 1493                     | -        | Seigneur de l'Enferneau, Esnandes et Fronsac. Fait Chevalier par François 1er en récompense de sa fidélité et de celle sa ville de La Rochelle. |
| Guillaume Mercier | 1494                     | -        | Fils du précédent, seigneur du Treuil-aux-Filles, son fils François se convertit au calvinisme, son arrière-petit-fils, François, revint au catholicisme. |
| Joachim II Girard | 1501                     |          | Fils cadet de Joachim I, gendre de Pierre Doriolle. Seigneur de Bazoges, chambellan du roi. |
| J. Guybert | 1507                     | -        | |
| Jacques Lyon | 1514                     | -        | |
| Jean de Conan | 1516                     | -        | |
| Vincent Nicolas | 1519                     | -        | Il accueillit le Roi François Ier lors de sa visite du 1er février 1519 à la Rochelle. |
| Jacques Étienne Mercier | 1526                     | -        | Fils du précédent, né en 1483, échevin de La Rochelle en 1526, fut anobli la même année de noblesse transmissible, comme échevin à la troisième génération successive. |
| Pierre Gentilz | 1531                     | -        | Ecuyer, Seigneur de l'Enfernau, d'Esnandes, de Fronsac et autres lieux. |
| Charles Chabot | 1536                     | 1548     | Seigneur de Jarnac et Gouverneur de la ville, il réussit à faire supprimer l’élection annuelle du maire et devient maire perpétuel en vertu des lettres patentes de François Ier, du mois de juillet 1535. |
| Claude Guy | 1548                     | -        | Henri II, à la demande des Rochelais, rétablit l'élection annuelle du maire. |
| Amator Blandin | 1560                     | -        | Père de Marie Blandin. Elle fut présentée au roi Charles IX lors de sa visite du 14 septembre 1565. |
| Jean Pineau | 1562                     | -        | Il fut le premier maire protestant. Il mourut de maladie en exercice et fut remplacé par le co-élu Guillaume Pineau, son frère. Lors de sa mandature, la ville fut occupée (Du 20 octobre 1562 au mois d'avril 1563) par le duc de Montpensier. Il destitua le maire, proscrit l’élection d'un maire protestant et de la pratique du culte réformé. Il exigea des sommes considérables pour l'entretien de ces troupes. Après vingt jours d'occupation, il quitta la ville en confiant la garde des tours au grand oncle du Cardinal Richelieu. |
| Michel Guy | 1565                     | -        | Seigneur de la Bataille, il remit les clés de la ville au roi Charles IX lors de sa visite le 13 septembre 1565. |
| François Pontard | 1567                     | -        | Sieur du Treuil-Charay, il est nommé par le Gouverneur de la ville et du pays d'Aunis, Guy Chabot de Jarnac, à l'âge de 27 ans. Partisan calviniste, il souleva la ville, le 9 janvier 1568, contre les catholiques. La révolte emporte toutes les églises de la ville et fit passer la ville d'une position neutre à une position favorable au calviniste. Après la publication de la Paix de Longjumeau, le Gouverneur réintègre la ville et bannit le maire, le 19 mai 1568. |
| Jean Salbert | 1568                     | 1570     | Le précédent maire destitué, le conseil de la ville se constitua aussitôt à en élire un nouveau. Les trois co-élus était tous fervent calvinistes. Jean Salbert, sieur de Villiers avait les faveurs des échevins. Le Roi Charles IX, malgré l'opposition du Gouverneur, et sans doute pour abaisser les tensions confirma l’élection de Jean Salbert. À la suite de la défaite de Jarnac, l'année suivante et pour éviter un changement à la tête de la ville, le prince de Navarre demanda la reconduction du maire, dispositif contraire aux statuts de la ville. Le corps de ville l'ayant entendu, le maire fut parmi les trois co-élus et fut reconduit à la mairie pour une année supplémentaire. |
| Jehan Blandin | 1571                     | -        | Création du collège, sous la protection de la Reine de Navarre, du Prince de Condé et de l'Amiral de Coligny. |
| Jacques Henry, | 1572 1573                | -        | Maire courageux et héroïque du siège de 1573. À la mort de son successeur et de ses deux co-élus, il reprit la fonction de maire pour finir le mandat de ces derniers. |
| Jean Moisson, ou Morisson | 1573                     | -        | Seigneur de Moureilles, il mourut de maladie, le 2 juillet 1573, seulement trois mois après être entré en fonction. |
| Pierre Mignonneau | 1573                     | -        | Il mourut le 15 août 1573. |
| Guillaume Texier | 1574                     | -        | Il organise un complot pour faire passer la ville sous commandement papiste. Le complot échoue et il est mis sous bonne garde, en apparence pour le protéger du peuple, mais sous couvert de s’assurer de sa loyauté. |
| Jacques Guiton | 1575                     | -        | Grand-père paternel de Jean Guiton |
| Guillaume Gendrault | 1576                     | -        | |
| Pierre Bobineau | 1577                     | -        | Il meurt le 23 août et de grandioses funérailles sont organisées. Il fut enterré dans l'Église Saint-Sauveur. Il fut remplacé par Jean Barbot (père), second co-élu, pour finir le mandat. |
| Michel Esprinchard | 1578                     | -        | |
| Choisy Guillaume | 1583                     | -        | Seigneur de La Jarrie, il défendit, en 1588, le château de marans contre Jean de Beaumanoire, seigneur de Laverdin, lieutenant du gouverneur du Poitou. |
| Yves David | 1584                     | -        | Sa fille, Judith David, fut la seconde épouse de Jean Guiton. Ce maire était le propriétaire de "Repose Pucelle", domaine transmis à son gendre. |
| Jacques Guiton (Le jeune) | 1586                     | -        | Oncle de Jean Guiton |
| Jehan Guiton | 1587                     | -        | Seigneur de l'Houmeau, père de Jean Guiton |
| Jean Salbert (Le jeune) | 1588                     | -        | Fils du précédent, il est nommé maire le 6 juin 1588. |
| Jean du Jau | 1593                     | -        | |
| Pierre Chasteigner | 1596                     | -        | |
| Léonard Sauvignon | 1597                     | -        | |
| Jehan Thévenin | 1598                     | -        | Père de Jehan Thévenin (Maire en 1613) |
| Alexandre Haradener | 1599                     | -        | |
| Pierre Guillemin | 1600                     | -        | |
| Louis Berne | 1603 1614                | -        | Seigneur du Pont-la-Pierre et père de Jean Berne. |
| Jacques Barbot | 1605                     | -        | Seigneur de l'Ardenne |
| Jean Sarragan | 1607                     | -        | |
| François Prévost | 1609                     | -        | Sa fille, Marguerite, fut la première femme de Jean Guiton qui lui donna cinq filles. |
| Jehan Barbot | 1610                     | -        | Son frère, Amos Barbot, célèbre historien rochelais est un co-élu avec son frère en 1610. Son père, Jehan, fut également maire de la Rochelle. |
| De Berrendy | 1611                     | -        | À la mort d'Henri IV, il fait fortifier la ville. |
| Jean Salbert | 1612                     | -        | Seigneur de Romagné, de la Jarne et de Saint-Xandre, il préside une assemblée de cercle le 22 novembre 1612. |
| Jehan Thévenin (Le jeune) | 1613                     | -        | Jehan dit "le jeune" fait construire la deuxième porte de Cougnes. |
| Paul Yvon | 1616                     | -        | Seigneur de Laleu |
| Jean Berne | 1619                     | -        | Seigneur d'Angoulins, il est le fils de Louis Berne. Il fut un des co-élus de Jean Guiton lors de son élection le 30 avril 1628. |
| Jean Prou | 1620                     | -        | |
| Isaac Blandin | 1621                     | -        | Il sauva les religieux de l'Oratoire de la fureur populaire. |
| André Toupet | 1624                     | -        | Il fut un des co-élus de Jean Guiton lors de son élection le 30 avril 1628. |
| Marc Pineau | 1626                     | -        | |
| Jean Godeffroy | 1627                     | -        | |
| Jean Guiton | 1628                     | -        | Armateur et figure du protestantisme rochelais, âme de la résistance des protestants rochelais lors du siège de la ville par l’armée royale de Richelieu. |
| Suppression de la mairie de La Rochelle de 1628 à 1695 (de la victoire de Louis XIII à la suite du siège de La Rochelle (1627-1628) jusqu'à l'établissement d'un office de Mairie par le Roi Louis XIV). Il faudra attendre l'année 1718, pour voir le rétablissement de l'élection du Maire. |                          |          | |
| Gabriel Froment | 1695                     | -        | Installation, le 3 mai 1695, dans ces fonctions du premier Maire de La Rochelle depuis la suppression de la fonction en 1628. Le corps de ville devient un office de Maire (une charge couteuse). Ce maire est le doyen des trésoriers. |
| Guillaume Viallet | 1708                     | -        | |
| Antoine Joulin | 1709                     | -        | |
| Jacques Soufflot | 1710                     | -        | |
| Guillaume Viallet | 1711                     | -        | |
| Honoré Déyffautier | 1712                     | -        | |
| Jean Trahan | 1713                     | -        | |
| François Huet de la Gatiniere | 1714                     | -        | |
| Antoine Joulin | 1715                     | -        | |
| Guillaume Viallet | 1716                     | -        | |
| Honoré Déyffautier | 1717                     | -        | |
| Gabriel Béraudin | 1718                     | 1719     | Écuyer, seigneur de Passy Rompsay, conseiller du roi et son lieutenant général en la sénéchaussée et Siège Présidial de La Rochelle. |
| Jean-Jacques Parnajon | 1720 (?)                 | 1720 (?) | Lieutenant particulier au Présidial, meurt peu de temps après avoir succédé à Béraudin selon Jourdan qui précise que son nom avait été omis par Arcère dans la liste des maires |
| Jacques Bigotteau | 1720                     | 1721     | Président de l'élection. |
| Honoré Déyffautier | 1722                     | 1724     | Trésorier de France. |
| Nicolas Claëssen | 1725                     | 1727     | Directeur de la Compagnie des Indes. |
| Louis René Durand | 1728                     | 1729     | Chevalier de l'Ordre royal et militaire de Saint-Louis, Seigneur de Lavauxmartin, président du Siège Présidial. |
| Valentin Mariocheau de Bonnemort | 1730                     | 1731     | Chevalier, président, trésorier de France. |
| Adrien Nectoux | 1732                     | 1734     | Conseiller, avocat, procureur du roi au siège de l'amirauté. |
| Valentin Mariocheau de Bonnemort | 1735                     | 1738     | Chevalier, président, trésorier de France. |
| Jean Butler (1677-1746) | 1739                     | 1740     | Négociant. |
| Antoine Pascaud l'ainé | 1741                     | 1742     | Chevalier, président, trésorier de France. |
| Ignace Cadoret de Beaupreau | 1743                     | 1744     | Conseiller au Présidial. |
| Amable-Mathieu Robert de Beaurepaire | 1745                     | 1746     | Conseiller au Présidial. |
| Joseph Pascaud le jeune | 1747                     | 1750     | Chevalier, président, trésorier de France. |
| Louis René Durand | 1751                     | 1752     | Chevalier de l'Ordre royal et militaire de Saint-Louis, Seigneur de Lavauxmartin, président du Siège Présidial. |
| Pierre-Jean-Baptiste Griffon | 1753                     |          | |
| Jacques Pollard | 1755                     |          | |
| Étienne-Nicolas Guillotin | 1757                     |          | |
| Pierre-Samuel Seignette | 1760                     |          | |
| Pierre-Étienne-Lazare Griffon | 1764                     |          | sa nomination n'est pas approuvée par le roi |
| Paul de Pont | 1765                     |          | 18 février 1765, in "Le Commerce Rochelais au XVIIIe siècle" d'Emile Garnault. |
| Charles Sureau | 1767                     |          | |
| Pierre-Jean-Baptiste Griffon | 1768                     |          | |
| Pierre-Henri Seignette | 1771                     |          | |
| Denis-Joseph Goguet | 1776                     |          | |
| Alexandre Rougier | 1778                     |          | |
| Ambroise-Eulalie de Maurès de Malartic | 1783                     |          | |
| Charles-Jean-Marie Alquier | mai 1788                 | 1789     | Avocat et conseiller du roi au présidial de La Rochelle, il est nommé procureur du roi au bureau des Finances et maire 1788, et est élu député du tiers état pour la sénéchaussée de La Rochelle aux États généraux le 26 mars 1789, à la Convention nationale et au Conseil des Cinq-Cents pour Seine-et-Oise. |

### De la Révolution française à l'Occupation
| Maire                                  | Mandat            | Mandat            | Commentaires |
| Maire                                  | Début             | Fin               | Commentaires |
| -------------------------------------- | ----------------- | ----------------- | --- |
| Joseph Denis Goguet                    | 1790              | 1791              | Directeur de la Chambre de Commerce, il fut nommé le 18 janvier 1790. |
| Daniel Garesché                        | août 1791         | mai 1792          | |
| François Dély                          | juin 1792         | avril 1794        | Né à Montauban (1737 ?) et mort à La Rochelle (1796), négociant ou marchand, officier municipal dès 1790 |
| Louis Jacques Pinet                    | juin 1794         | mai 1795          | |
| Samuel Pierre Joseph David de Missy    | juin 1795         | mars 1798         | |
| Dubreuil                               | mars 1798         | septembre 1799    | |
| Jousseaume                             | septembre 1799    | novembre 1799     | |
| Supiot                                 | décembre 1799     | février 1800      | |
| Garnier                                | juin 1800         | janvier 1803      | |
| Raoult                                 | janvier 1803      | mars 1803         | |
| Paul Garreau                           | mars 1803         | octobre 1815      | Négociant, âgé de 53 ans en 1803. Bien que La Rochelle ne soit pas, à l'époque, le chef-lieu du département, Napoléon Ier, par lettre close du 23 octobre 1804, convoque le Maire à son sacre. |
| Charles Cosme de Meynard               | novembre 1815     | août 1821         | |
| Toussaint Antoine Auguste André Viault | septembre 1821    | juillet 1830      | |
| François Roy                           | juillet 1830      | septembre 1830    | |
| Pierre Simon Callot                    | septembre 1830    | octobre 1834      | Né à La Rochelle le 28 août 1790 et mort à La Rochelle le 16 mars 1878, conseiller de préfecture, auteur d'une biographie de Jean Guiton et d'un livre sur La Rochelle protestante. Grand-père de l'escrimeur et peintre Henri Callot.                                                              |
| Jean-Jacques Rasteau                   | octobre 1834      | décembre 1841     | |
| Arsace Morin                           | décembre 1841     | janvier 1842      | |
| Édouard Emmery                         | janvier 1842      | mai 1848          | Né à La Rochelle le 19 août 1798 et mort à La Rochelle le 5 février 1888, polytechnicien, officier d'artillerie, conseiller général (1848-1874), secrétaire de l'Académie des belles-lettres, sciences et arts de La Rochelle en 1854, Président de la Société d'agriculture de La Rochelle (1867). |
| Adolphe Beaussant                      | mai 1848          | août 1860         | |
| Édouard Emmery                         | novembre 1860     | novembre 1867     | (voir son premier mandat 1842-1848) |
| Charles Fournier                       | novembre 1867     | mai 1871          | |
| Charles Édouard Beltrémieux            | mai 1871          | mars 1874         | Homme d’affaires, homme politique et naturaliste, maire de La Rochelle de 1871 à 1874 puis de 1876 à 1879, et vice-président du conseil général en 1880. |
| Gustave Garreau                        | mars 1874         | juillet 1875      | |
| Paul Millouain                         | juillet 1875      | mai 1876          | |
| Charles Édouard Beltrémieux            | mai 1876          | avril 1879        | Homme d’affaires, homme politique et naturaliste, maire de La Rochelle de 1871 à 1874 puis de 1876 à 1879, et vice-président du conseil général en 1880. |
| Eugène Dor                             | mai 1879          | septembre 1883    | |
| M.L. Vivier                            | septembre 1883    | mai 1884          | |
| Émile Delmas                           | mai 1884          | août 1893         | Armateur |
| Alcide Charles Jean d'Orbigny          | août 1893         | juillet 1905      | Neveu du célèbre Alcide Dessalines d'Orbigny, Chevalier de la Légion d'honneur et Officier de la Couronne d'Italie. |
| Eugène Decout                          | juillet 1905      | novembre 1920     | |
| Léonce Mailho                          | novembre 1920     | mai 1925          | |
| Gustave Perreau                        | mai 1925          | septembre 1928    | Maire, sénateur de la Charente-Inférieure et membre du conseil du Grand Orient de France |
| André Hesse                            | septembre 1928    | février 1929      | Avocat, député de la Charente-Inférieure, Vice-Président de la Chambre des députés, Ministre des Travaux publics, Ministre des Colonies |
| Édgard Jodet Angibaud                  | février 1929      | octobre 1930      | |
| Léonce Vieljeux                        | novembre 1930     | 22 septembre 1940 | Diplômé de l'École spéciale militaire de Saint-Cyr et armateur. Il résiste à l'occupant nazi, ce qui lui vaut d'être déporté au camp de concentration de Struthof, près de Schirmeck, où il est fusillé en même temps que 300 hommes et 92 femmes, à l'âge de 80 ans.                               |
| René Godard                            | 22 septembre 1940 | 13 mai 1945       | |

### Depuis laLibération
| Nom | Nom                                        | Nom                              | Période         | Période         | Parti             | Qualité |
| --- | ------------------------------------------ | -------------------------------- | --------------- | --------------- | ----------------- | --- |
|     | Georges Bonneau                            |                                  | 11 mai 1945     | 13 octobre 1945 |                   | Ingénieur des Ponts et chaussées, ancien pasteur |
|     | Franck Lapeyre                             |                                  | 13 octobre 1945 | 19 octobre 1947 | SFIO              | Inspecteur général des contributions indirectes |
|     | Auguste Moinard, (1878-1951)               |                                  | 19 octobre 1947 | 27 février 1951 | CNIP              | Industriel, ancien juge au tribunal de commerce Chevalier de la Légion d'honneur (1951) Chevalier de l'ordre du Mérite agricole (1930) Décédé en fonction |
|     | René Bernard de Saint-Affrique (1890-1970) |                                  | 27 février 1951 | 9 juin 1958     | CNIP              | Ingénieur conseil et assureur, ancien directeur de papeteries Conseiller général de La Rochelle-Ouest (1955 → 1961) Officier de la Légion d'honneur (1953) Démissionnaire |
|     | Édouard Mörch (1897-1964)                  |                                  | 9 juin 1958     | 8 mars 1959     | CNIP              | Armateur |
|     | André Salardaine, (1908-1985)              |                                  | 8 mars 1959     | 27 mars 1971    | UNR puis UDR      | Officier de gendarmerie Député de la Charente-Maritime (1re circ) (1962 → 1968) Conseiller général de La Rochelle-Ouest (1961 → 1967) Officier de la Légion d'honneur Croix de guerre 1939-1945 Croix de guerre des Théâtres d'opérations extérieurs (TOE)                                                                        |
|     | Michel Crépeau, (1930-1999)                | Photo de Michel Crépeau          | 27 mars 1971,   | 30 mars 1999    | Rad. puis MRG/PRG | Avocat Député de la Charente-Maritime (1re circ) (1973 → 1981, 1986 → 1993 et 1997 → 1999) Conseiller général de La Rochelle-Ouest (1967 → 1973) Conseiller général de La Rochelle-1 (1973 → 1982) Candidat à l'élection présidentielle de 1981 Ministre (1981 → 1986) Chevalier de la Légion d'honneur (1994) Décédé en fonction |
|     | Maxime Bono (1947- )                       |                                  | 19 avril 1999   | 5 avril 2014    | PS                | Inspecteur des impôts Député de la Charente-Maritime (1re circ) (1999 → 2012) Président de la CA de La Rochelle (2001 → 2014) Officier de la Légion d'honneur (2013) |
|     | Jean-François Fountaine (1951- )           | Photo de Jean-François Fountaine | 5 avril 2014    | 6 juin 2025     | DVG               | Chef d'entreprise, ancien sportif de haut niveau Président de la CA de La Rochelle (2014 → ) Chevalier de la Légion d'honneur (2008) Officier de l'ordre national du Mérite (2021) Officier de l'ordre du Mérite maritime Réélu pour le mandat 2020-2026 Démissionnaire                                                           |
|     | Thibaut Guiraud                            |                                  | 16 juin 2025    |                 |                   | |